# Коррупция в Австрии
Австрия имеет хорошо развитую систему правовых институтов и правовую системы, и большинство коррупционных дел расследуется парламентским комитетом и заканчиваются судебными процессами и эффективной работой судебной системы. Однако, имели место несколько громких коррупционных скандалов, в течение последнего десятилетия, на региональных, федеральных, и государственных уровнях. В одном из коррупционных скандалов был замешан бывший канцлер.
В большинстве случаев коррупционная деятельность была связана с злоупотреблением служебным положением, превышением должностных полномочий, отмыванием денег. Коррупционные скандалы поставили под сомнение этические нормы поведения политической элиты страны. Эти сомнения нашли отражение в результатах опроса Евробарометр в 2012 году, где две трети респондентов сочли австрийских политиков коррумпированными, а также институт власти наиболее коррумпированным институтом в Австрии.
В 2017 году по данным международной неправительственной организацией Transparency International Австрия по уровню отсутствия коррупции заняла 16-е место из 180.

## Проявления
По данным нескольких источников, коррупция не является препятствием для ведения бизнеса в Австрии. По данным отчета об инвестиционном климате Госдепартамента США 2013 года, коррупция не считается серьезной проблемой, осложняющей ведение бизнеса в Австрии. Отчет о глобальной конкурентоспособности всемирного экономического форум 2013—2014 годов отмечает, что взятки, связанные с импортом и экспортом, коммунальными услугами, налогами, государственными контрактами, лицензиями являются редкостью для Австрии. Более того, коррупция занимает двенадцатое среди наиболее проблематичных факторов препятствующих ведению бизнеса в Австрии.
По данным отчета о глобальной конкурентоспособности 2013—2014, фаворитизм среди правительственных чиновников является конкурентным недостатком для страны. Также проблемой является неэффективный скрининг в сфере государственных закупок.